# Helota yezoana
Helota yezoana is een keversoort uit de familie Helotidae. De wetenschappelijke naam van de soort is voor het eerst geldig gepubliceerd in 1939 door Kono.